# زيد عدنان تحسين
زيد عدنان تحسين (بالإنجليزية: Zaid Adnan Tahseen) فنان تشكيلي نحات  ورسام  ومؤلف عراقي ، ولد في محافظة بغداد عام 1965م، حصل على درجة البكالوريوس في الفنون التشكيلية من جامعة بغداد، وحصل على درجة الماجستير في الآثار من الجامعة الأردنية ، عضو في كل من نقابة الفنانين العراقيين، جمعية الفنانين التشكيليين العراقيين، رابطة الفنانين التشكيليين الأردنيين، نقابة الموسيقيين العراقيين، صمم ونفذ هدايا لوزارة الثقافة وأمانة بغداد وللنقابات والمراكز الفنية والاتحادات الرياضية والشركات الخاصة. ولديه عدد من المقالات في مجال الفنون والآثار.

## أسرته
نشأ ضمن اسرة بغدادية والده عدنان تحسين محامي ومستشار قانوني، جده تحسين علي الذي شغل منصب وزير المعارف سنة 1941م وشغل منصب رئيس الديوان الملكي عام 1943م وعين وزيراً للدفاع سنة 1944م 

## المؤلفات
1. حدود التخريب في المنمنمات الإسلامية، دار النشر: مكتبة الطليعة العلمية، المملكة الأردنية الهاشمية، سنة النشر: 2016. [6]
2. وهج الفنون في بلاد الرافدين، دار النشر: أرض ما بين النهرين، المملكة الأردنية الهاشمية، سنة النشر: 2020. [7]

## الإنجازات
1. صمم ونفذ تذكار اربد عاصمة الثقافة العربية 2022.
2. الفوز بمسابقة نصب شهداء ثورة تشرين وواقعة جسر الزيتون في محافظة ذي قار عام 2020.
3. الفوز في تصميم وتنفيذ نصب شهادء الإعلام والصحافة في العراق عام 2018 [8]
4. تصميم وتنفيذ جائزة الدولة العراقية للإبداع لعام 2015 لصالح وزارة الثقافة والسياحة والآثار في العراق. [9]
5. الفوز بمسابقة الفن التشكيلي التي أقامتها الأمم المتحدة الخاصة بقضايا المرأة عام 2006.

## المقالات
1. المدرسة النبطية للفخار الرقيق (قشرة البيض)، جريدة الدستور [10]
2. الأختام العمونية.. تأملات في الأشكال والرموز، جريدة الدستور [11]
3. البنية الشكلية للتماثيل الفخارية النبطية، جريدة الدستور [12]
4. تماثيل عين غزال .. الأسلوب والتعبير، وكالة الهاشمية الإخبارية [13]
5. الرسوم الصخرية التجريدية في البادية الأردنية، موقع بوكس تو ريد [14]
6. THE NABATAEAN SCHOOL OF PAINTED FINE "EGG-SHELL" WARE: MYTHOLOGY AND CONCEPT [15]

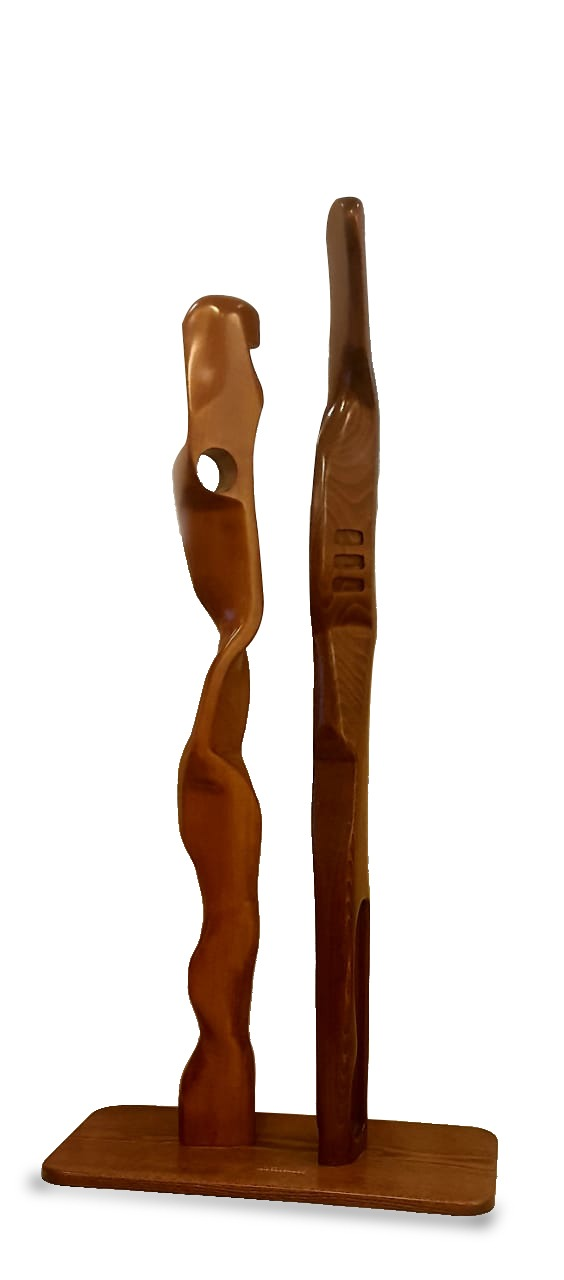
عمل نحتي من الخشب

## بعض أعماله
|  |  |  |  |
|  |  |  |  |